# Pearl Jam (album)
Pearl Jam è l'ottavo album del gruppo grunge/alternative rock statunitense Pearl Jam, pubblicato il 2 maggio 2006 per la J Records. Conosciuto anche come The Avocado Album per via della foto della Persea americana (avocado) presente sia sulla fronte che sul retro della copertina.

## Tracce
1. Life Wasted – 3:54 (testo: Eddie Vedder – musica: Stone Gossard)
2. World Wide Suicide – 3:30 (Eddie Vedder)
3. Comatose – 2:20 (testo: Eddie Vedder – musica: Mike McCready, Stone Gossard)
4. Severed Hand – 4:30 (Eddie Vedder)
5. Marker in the Sand – 4:23 (testo: Eddie Vedder – musica: Mike McCready)
6. Parachutes – 3:36 (testo: Eddie Vedder – musica: Stone Gossard)
7. Unemployable – 3:04 (testo: Eddie Vedder – musica: Matt Cameron, Mike McCready)
8. Big Wave – 3:00 (testo: Eddie Vedder – musica: Jeff Ament)
9. Gone – 4:10 (Eddie Vedder)
10. Wasted (Reprise) – 0:53 (testo: Eddie Vedder – musica: Stone Gossard)
11. Army Reserve – 3:45 (testo: Eddie Vedder, Damien Echols – musica: Jeff Ament)
12. Come Back – 5:30 (testo: Eddie Vedder – musica: Mike McCready, Eddie Vedder)
13. Inside Job – 7:10 (testo: Mike McCready – musica: Mike McCready, Eddie Vedder)

## Singoli
- Life Wasted
- World Wide Suicide
- Gone

## Formazione
- Eddie Vedder - voce, chitarra
- Stone Gossard - chitarra
- Mike McCready - chitarra
- Jeff Ament - basso
- Matt Cameron - batteria, percussioni